# Le Gros Bras
Pour les articles homonymes, voir Bras.
Le Gros Bras est un affluent de la rive droite de la rivière du Gouffre coulant dans la municipalité de Saint-Urbain, dans la municipalité régionale de comté (MRC) de Charlevoix, dans la région administrative de la Capitale-Nationale, dans la province de Québec, au Canada. La partie supérieure de ce cours d'eau débute dans le Parc national des Grands-Jardins.

## Géographie
Cette vallée est principalement desservie par la route 138 dont le segment près du fleuve Saint-Laurent est désigné boulevard Monseigneur de Laval ; puis consécutivement en remontant vers le nord rue Saint-Édouard dans Saint-Urbain, chemin Saint-François en entrant en zone forestière, puis chemin du Parc-des-Grands-Jardin" plus au nord.
Le Gros Bras prend sa source d'un petit lac (altitude : 260 m) situé en zone forestière au nord de Saint-Urbain.
À partir de sa source, le cours du Le Gros Bras coule vers le sud-est sur environ 8 km dans une vallée encaissée, avec une dénivellation de 200 m jusqu'à sa confluence rive droite avec la rivière du Gouffre au nord de l'agglomération de Saint-Urbain.
À partir de cette confluence, le courant coule sur une dénivellation de 56 m en suivant le cours de la rivière du Gouffre laquelle se déverse à Baie-Saint-Paul dans le fleuve Saint-Laurent.

## Toponymie
Cette désignation toponymique fut parait pour la première fois sur une carte en 1870 Cette désignation est toujours utilisée par les informateurs locaux. Le nom parait sur le brouillon de la carte de Saint-Urbain, 1958-12-17, item 170. Les variantes toponymiques sont : Bras Nord-Ouest, Rivière à Yves et Rivière du Gros Bras.
Le toponyme « Le Gros Bras» a été officialisé le 5 décembre 1968 à la Banque des noms de lieux de la Commission de toponymie du Québec.